# Forces d'opérations spéciales (Ukraine)
Les forces d'opérations spéciales sont l'une des cinq branches des forces armées ukrainiennes, avec comme quartier général Kiev, en Ukraine.

## Historique
La branche est formée sur la base d'unités militaires de la Direction générale ukrainienne du renseignement (HUR), à l'origine formées du GRU Spetsnaz soviétique basé en Ukraine (alors la RSS d'Ukraine).
Le cri de ralliement de Sviatoslav le Brave, « Je viens à toi ! » (ukrainien : Іду на ви!), est officiellement adopté comme devise de l'organisation.
En juin 2019, le 140e centre d'opérations spéciales est certifié en tant qu'unité d'opérations spéciales pouvant être impliquée dans la force de réaction de l'OTAN, la première d'un État non membre de l'OTAN,.
Au 1er janvier 2022, le nombre de forces opérant dans cette unité est augmenté de 1 000 hommes.
L'unité est engagée lors de l'invasion de l'Ukraine par la Russie à partir de février 2022.

## Organisation
- Commandement des forces d'opérations spéciales (uk) (Kiev, A0987),
  - 
    -  16e centre d'opérations psychologiques (Jytomyr, A1182) ;
    -  72e centre d'information et d'opérations psychologiques (uk) (Brovary, A4398) ;
    -  74e centre d'opérations psychologiques (Lviv, A1217) ;
    -  83e centre d'opérations psychologiques (Odessa, A2455) ;
    -  99e bataillon de commandement et de soutien (uk) (Berdytchiv, A3628);
    -  77e Centre de Protection des Secrets d'États (A4327) ;
    -  111e noeud d'information et de télécommunications (A4423) ;
    -  142e centre de formation du SSO (uk) (Berdytchiv, A2772);
    -  Centre de recrutement des forces spéciales ;

  -  Corps des Rangers (en) ;
    -  4e régiment autonome de rangers ;
    -  5e régiment autonome de rangers ;
    -  6e régiment autonome de rangers (uk) ;
    -  7e régiment autonome de rangers ;

  -  Commandement des forces spéciales Rukh Oporu (en) ;
    -  Rukh Oporu Nord ;
    -  Centre spécial Est ;
    -  Centre de Résistance Nationale (uk) ;
      -  Centre de résistance de Kharkiv
      -  Centre de résistance de Khmelnytsky
      -  Centre de résistance de Kyïv
      -  Centre de résistance de Oleksandriia
      -  Centre de résistance de Transcarpatie

  -  Centre d'opérations spéciales Est (Kropyvnytskyi, A0680) ;
  -  Centre d'opérations spéciales Ouest (Khmelnytskyï, A0553) ;
  -  Centre d'opérations spéciales Sud (Otchakiv, A3199) ;
  -  47e détachement de forces spéciales (Zaporijjia, A2620) ;
  -  140e centre d'opérations spéciales (Khmelnytskyi, A0661) ;
  -  144e centre d'appui-feu (A4788) ;
  -  12e détachements de forces spéciales (Tchernihiv, A4103) ;
  -  Groupe Tactique Kruk (en) (A6175) ;

Unités Aérienne :
- 35e escadron d'aviation mixte (uk) Aéroport de Vinnytsia - Аn-26, Мі-24, Мі-8, Мі-2

Unités dissoutes :
- 7e centre d'opérations spéciales du Corps des volontaires ukrainiens. Intégré à la 67e brigade mécanisée.
- 5e bataillon spécial, Loutsk, Oblast de Volhynie. Devient le 5e bataillon spécial de la 12e brigade "Azov" en février 2024.
- Centre de forces spéciales Est (A4790)
- Groupe spécial tactique « Irpin »

### Commandants
- 2016 - 2020 : Ihor Lounov.
- 2020 - 25 juillet 2022 : Hryhoriy Halahan[8]
- 25 juillet 2022-3 novembre 2023 : Viktor Khorenko[9].
- 3 novembre 2023 - 9 mai 2024 : Serhiy Loupantchouk[10].
- depuis le 9 mai 2024 : Oleksandr Trepak[11],[12].